# Chaetoderma majusculum
Chaetoderma majusculum is een schildvoetigensoort uit de familie van de Chaetodermatidae. De wetenschappelijke naam van de soort is voor het eerst geldig gepubliceerd in 1976 door Scheltema.